# Lisnosillea, Simferopol
Lisnosillea (în ucraineană Лісносілля) este un sat în comuna Mazanka din raionul Simferopol, Republica Autonomă Crimeea, Ucraina.

## Demografie
Componența lingvistică a localității Lisnosillea
     Rusă (74,11%)
     Tătară crimeeană (15,18%)
     Ucraineană (10%)
     Alte limbi (0,36%)
Conform recensământului din 2001, majoritatea populației localității Lisnosillea era vorbitoare de rusă (74,11%), existând în minoritate și vorbitori de tătară crimeeană (15,18%) și ucraineană (10%).